# Copa Charles Drago
A Copa Charles Drago foi uma competição de futebol realizada na França entre 1953 e 1965, contando com os clubes que eram eliminados antes das quartas-de-final da Copa da França.

## Edições
| Ano  | Campeão                | Placar    | Vicecampeão              | Local                       |
| ---- | ---------------------- | --------- | ------------------------ | --------------------------- |
| 1953 | FC Sochaux             | 3-3 (pro) | Toulouse FC              | Parc des Princes            |
| 1954 | Stade Reims            | 6-3       | Lille OSC                | Parc des Princes            |
| 1955 | AS Saint-Etienne       | 6-3       | CS Sedan-Ardennes        | Parc des Princes            |
| 1956 | Nîmes Olympique        | 3-1       | Lille OSC                | Parc des Princes            |
| 1957 | Olympique de Marseille | 3-1       | RC Lens                  | Parc des Princes            |
| 1958 | AS Saint-Etienne       | 2-1       | OGC Nice                 | Stade Pierre-Pibarot, Alès  |
| 1959 | RC Lens                | 3-2       | US Valenciennes          | Parc des Princes            |
| 1960 | RC Lens                | 3-2       | Sporting Toulon Var      | Stade Robert-Diochon, Rouen |
| 1961 | AS Monaco FC           | 2-1       | RC Strasbourg            | Parc des Princes            |
| 1962 | Besançon RC            | 1-0       | Le Havre AC              | Stade Saint-Lazare, Limoges |
| 1963 | FC Sochaux             | 5-2       | CS Sedan-Ardennes        | Stade Auguste Bonal         |
| 1964 | FC Sochaux             | 4-0       | US Forbach               | Stade Auguste Bonal         |
| 1965 | RC Lens                | 4-0       | FC Girondins de Bordeaux | Stade Félix Bollaert        |

## Títulos
| Time                     | Títulos | Vices | Anos em que venceu | Anos em que foi vice |
| ------------------------ | ------- | ----- | ------------------ | -------------------- |
| RC Lens                  | 3       | 1     | 1959, 1960, 1965   | 1957                 |
| FC Sochaux               | 3       | 0     | 1953, 1963, 1964   | —                    |
| AS Saint-Etienne         | 2       | 0     | 1955, 1958         | —                    |
| AS Monaco                | 1       | 0     | 1961               | —                    |
| Olympique de Marseille   | 1       | 0     | 1957               | —                    |
| Stade Reims              | 1       | 0     | 1954               | —                    |
| Nîmes Olympique          | 1       | 0     | 1956               | —                    |
| Besançon RC              | 1       | 0     | 1962               | —                    |
| Lille OSC                | 0       | 2     | —                  | 1954, 1956           |
| CS Sedan-Ardennes        | 0       | 2     | —                  | 1955, 1963           |
| Toulouse FC              | 0       | 1     | —                  | 1953                 |
| OGC Nice                 | 0       | 1     | —                  | 1958                 |
| US Valenciennes          | 0       | 1     | —                  | 1959                 |
| Sporting Toulon Var      | 0       | 1     | —                  | 1960                 |
| Le Havre AC              | 0       | 1     | —                  | 1962                 |
| US Forbach               | 0       | 1     | —                  | 1964                 |
| FC Girondins de Bordeaux | 0       | 1     | —                  | 1965                 |
| RC Strasbourg            | 0       | 1     | —                  | 1961                 |